# Gerda Qvist
Gerda Qvist, född 14 augusti 1883 i Helsingfors, död 5 september 1957, var en finländsk medaljkonstnär och skulptör.
Hon var dotter till statsrådet Ernst Qvist och Anna Franciska Theodora Snellman samt syster till Johannes Qvist. Qvist studerade skulptur för Viktor Malmberg vid Konstföreningens teckningsskola i Helsingfors 1902–1905 och för Erik Lindberg i Stockholm. Hon nådde anseende som en av Nordens skickligaste medaljkonstnärer. Hon medverkade i utställningen Nordisk Medaillekunst efter 1914 på Nationalmuseet i Köpenhamn 1953.